# Theodor Hoppe (Theologe, 1852)
Theodor Ernst Heinrich Hoppe (* 7. November 1852 in Burgdorf; † 26. März 1932 in Hildesheim) war ein deutscher lutherischer Theologe, Konsistorialrat und zuletzt Generalsuperintendent der Generaldiözese Hildesheim.

## Herkunft
Theodor Hoppe wuchs in Elstorf bei Buxtehude auf.
Seine Eltern waren der Pastor an der Nicolai-Kirche Johann Heinrich Louis Hoppe (1818–1903) Pastor und dessen Ehefrau Philippine Theodore Amalie Charlotte Quensell (1827–1905). Der Historiker Edmund Hoppe (1854–1928) war sein Bruder.

## Leben
Er besuchte ab 1866 das Gymnasium in Celle, wo er Michaelis 1871 das Abitur bestand. Das Studium der Theologie absolvierte er an den Universitäten Leipzig und Göttingen. Im Winter 1871/72 wurde er Mitglied der Leipziger Universitäts-Sängerschaft zu St. Pauli (heute Deutsche Sängerschaft). 1873 wurde er dort in das theologische Stift aufgenommen. Michaelis 1874 bestand er das erste theologische Examen. Durch Vermittlung von Professor Ludwig Schöberlein erhielt er eine Hauslehrerstelle in der Familie des Landgrafen von Hessen, unter anderem für den fast erblindeten Prinzen Alexander Friedrich von Hessen. Die Berufung durch das Konsistorium auf eine Stelle als Rektor in Fallersleben (1875) nahm er nicht an. Auf Wunsch der landgräflichen Familie promovierte er 1875 in Rostock zum Dr. phil. Im Herbst 1876 absolvierte Hoppe das zweite theologische Examen. Am 17. Januar 1878 wurde er durch den Konsistorialrat Friedrich Düsterdieck ordiniert. Er erhielt zunächst eine Stelle als Hilfsprediger an der Gartenkirche St. Marien in Hannover. 1879 wurde er Pastor in Ostenholz, 1886 Pastor in Barkhausen-Rabber, 1888 Superintendent in Markoldendorf und 1897 erster Schlossprediger und Superintendent in Hannover. 1903 wurde er Generalsuperintendent der Generaldiözese Hildesheim. Seine Einführung fand am 19. Februar 1903 in der Hildesheimer Andreaskirche statt. Am 1. April 1925 trat er in den Ruhestand.
Von 1897 bis 1924 war Hoppe als geistlicher Rat Mitglied des Konsistoriums, ab 1904 auch des Landeskonsistoriums in Hannover. Bei der Reorganisation der Landeskirche 1924 wurde er als geistliches Mitglied in das Landeskirchenamt Hannover übernommen, aus dem er mit seiner Pensionierung im folgenden Jahr ausschied.

## Schriften
- Albert Peip: Religionsphilosophie. Nach dessen akademischen Vorlesungen hrsg. von Theodor Hoppe. Bertelsmann, Gütersloh 1879. Digitalisat
- Christliche Sitte. Vortrag, gehalten am 24. Januar 1883 im evangelischen Verein zu Hannover. Feesche, Hannover 1883
- Christliches Familienleben, sein Wert und seine Pflege. Vortrag, gehalten am 30. Januar 1884 im evangelischen Verein zu Hannover. Feesche, Hannover 1884

## Archiv
- Nachlass im Landeskirchlichen Archiv Hannover (Bestand N 62)